# Tympanis piceina
Tympanis piceina är en svampart som beskrevs av J.W. Groves 1952. Tympanis piceina ingår i släktet tuvskålar och familjen Helotiaceae.   Inga underarter finns listade i Catalogue of Life.